# Schipholbrand
De Schipholbrand was een brand die op donderdag 27 oktober 2005 in het cellencomplex op Schiphol-Oost bij Oude Meer woedde en die 11 gedetineerde illegalen het leven kostte.
Door de brand raakten ook vijftien mensen gewond, waaronder enkele bewaarders. De brand woedde in de K-vleugel, waar in 24 tweepersoonscellen in totaal 43 gedetineerden verbleven. Het brandalarm ging op 26 oktober om 23.55 uur af in cel 11 van de K-vleugel. Op dat moment zat er één persoon in deze cel. Aangenomen werd dat de brand in deze cel ontstond, en dat de gedetineerde in deze cel de brand had doen ontstaan. Het cellencomplex was een detentie- en uitzetcentrum voor illegaal in Nederland verblijvende personen gelegen in Schiphol-Oost. Deze werd gebouwd als noodmaatregel voor de detentie van zogenoemde bolletjesslikkers.
Van de elf doden waren er twee afkomstig uit Suriname, twee uit Turkije, twee uit Oekraïne en verder één uit Roemenië, Georgië, Bulgarije, Libië en de Dominicaanse Republiek.
Drie gedetineerden probeerden na de brand te ontsnappen maar werden, mede doordat helikopters werden ingezet, snel opgepakt. Kort na de brand werden alle gedetineerden elders in het land ondergebracht.
Toen de brand begon waren er minimaal 268 vreemdelingen in het complex. 39 van deze toenmalig afgewezen asielzoekers hebben op 31 augustus 2006 van minister Rita Verdonk alsnog een verblijfsvergunning gekregen.

## De dodelijke slachtoffers
Aanvankelijk was het aantal slachtoffers nog onduidelijk. In de eerste berichtgeving was melding gemaakt van slechts één dodelijk slachtoffer. Pas later de volgende dag werd bekend dat het aantal elf bedroeg.
- Robert Jules Arah (34 jaar, man, Suriname) (bekend in Nederland onder vier valse namen)
- Naiva Apensa (43 jaar, man, Suriname)
- Mehmet Ava (40 jaar, man, Turkije, Koerd)
- Kemal Sahin (51 jaar, man, Turkije, Koerd)
- Vitaliy Khvylovyy (30 jaar, man, Oekraïne) (echte naam: Taras Bilyk)
- Oksana Nynych (29 jaar, vrouw, Oekraïne)
- Gheorge Sas (21 jaar, man, Roemenië)
- Dato Khidiritsj Kasolev (20 jaar, man, Georgië)
- Vladislav Leniev Petrov (31 jaar, man, Bulgarije) (ook in bezit Portugees paspoort)
- Lofti Al Swaee Al Swaiai (32 jaar, man, Libië)
- Maribel Martinez Rodriguez (25 jaar, vrouw, Dominicaanse Republiek)

## Onderzoek
Meteen na de brand werd via de media kritiek geuit op de bekende problemen met de veiligheidssituatie in Het Justitieel Complex Schiphol in Oude Meer. Regelmatige bezoekers van het complex zouden daarover reeds twijfels hebben gehad. "Een prefab-gebouw, van kunststof materialen met smalle gangetjes", zo beschreef Jolan van den Broek van Vluchtelingenwerk het complex.
De veiligheid van gedetineerde asielzoekers en illegalen zou een onderwerp zijn geweest dat advocaten en hulpverleningsinstanties al langer zorgen baarde. "Snel uit de grond gestampt" typeerde vreemdelingenadvocaat Mr. M. Leijen van de Vereniging Asieladvocaten en -juristen Nederland (VAJN) het justitiegebouw. "De cellen zijn niet geschikt om mensen lange tijd vast te houden", zo verklaarde Leijen. Desalniettemin verbleven uitgeprocedeerde asielzoekers, criminele illegalen of vluchtelingen soms "enkele maanden" in vreemdelingenbewaring om te wachten op uitzetting: "Veiligheid van gedetineerden lijkt ondergeschikt aan het strenge uitzettingsbeleid."
Daags na de brand werd het getroffen complex bezocht door de toenmalige ministers van Justitie Piet Hein Donner en Rita Verdonk van Vreemdelingenzaken die zich geschokt betoonden. Donner tegenover de pers: "U kunt zich niet voorstellen wat voor paniek daar moet zijn uitgebroken. Het moet vreselijk zijn geweest voor de vreemdelingen die daar vastzaten en het moet vreselijk zijn geweest voor het personeel."
Naar aanleiding van de ophef over de Schipholbrand kregen de detentie-situatie en de gevoelens van gedetineerden van onmacht meer aandacht in de media, waarbij benadrukt werd dat personen die in vreemdelingenbewaring verblijven daarin niet vertoeven op strafrechtelijke grond (veroordeling), doch enkel in afwachting zijn op repatriëring.
De Onderzoeksraad voor Veiligheid onder leiding van Pieter van Vollenhoven heeft een onderzoek naar de brand gedaan. De conclusies van dat onderzoek, gepresenteerd op 21 september 2006, waren vernietigend. De Dienst Justitiële Inrichtingen (van het ministerie van Justitie), de Rijksgebouwendienst (van het ministerie van VROM) en de gemeente Haarlemmermeer hebben te weinig aandacht aan brandveiligheid gegeven en de bestaande regels onvoldoende nageleefd en gehandhaafd.
De Onderzoeksraad merkte de brand aan als 'het gevolg van het tekortschieten van de drie instanties'. Ook stelde de raad vast dat de bouw van het complex in strijd was met het bouwbesluit en dat er dus geen vergunning voor had mogen worden gegeven. Doordat deze instanties zich niet aan de regels hielden, zijn volgens de raad onnodig veel slachtoffers gevallen.
De Onderzoeksraad stelde onder meer:
- De bedrijfshulpverleningsorganisatie van de Dienst Justitiële Inrichtingen had beter doordacht, voorbereid en getraind moeten zijn, inclusief de samenwerking en afstemming met de brandweer.
- De vleugels J en K van het cellencomplex hadden door de Rijksgebouwendienst gebouwd dienen te worden volgens het Bouwbesluit.
- De gemeente Haarlemmermeer had haar verantwoordelijkheid als vergunningverlener, toezichthouder en handhaver meer inhoud moeten geven.

### Verklaringen
Een van de gedetineerden, die vastzat op Schiphol, zei tegen het NOS Journaal dat de bewakers niet precies wisten hoe ernstig de brand was. Hij zei ook dat de bewakers hem niet geloofden. Het ministerie van Justitie verklaarde dat de bewakers meteen na het brandalarm gingen kijken. Ze probeerden alle deuren tegelijk open te doen, maar dat lukte niet, omdat dat technisch niet mogelijk was.
Het beveiligingsbedrijf Securicor was namens Justitie verantwoordelijk voor het cellencomplex. Onduidelijk is of er voldoende gekwalificeerd personeel aanwezig was ten tijde van de brand.
Volgens de uitzending van 4 september 2006 van het televisieprogramma NOVA over bovenstaand onderzoek zouden er veel minder doden gevallen zijn als het ministerie van Justitie, het ministerie van VROM en de gemeente Haarlemmermeer zich gehouden hadden aan het Bouwbesluit.

## Herdenking
Op 8 november 2005 werd in een hangar op Schiphol een herdenkingsbijeenkomst georganiseerd. De dienst werd geleid door een pastor en een imam. Ook de ministers Piet Hein Donner en Rita Verdonk waren aanwezig. Daarnaast waren 80 nabestaanden aanwezig en vele belangstellenden. De gedetineerden die op het moment van de brand in het cellencomplex aanwezig waren, konden de dienst niet bijwonen, volgens justitie om logistieke redenen.
Op 26 oktober 2006 kwamen de overlevenden van de brand naar het cellencomplex om de doden te gedenken. Zij plaatsten 11 houten zuilen bij het hek met de namen van de doden. Op een podium spraken ze de 300 aanwezigen toe. De leider van de campagne Vertrokken Gezichten riep op tot solidariteit met Ahmed Isa Al-Jabali, die beschuldigd wordt van het opzettelijk aansteken van de brand.
De herdenkingsdienst die daarvoor werd gehouden in de Dominicuskerk in Amsterdam werd bijgewoond door 600 mensen. Hier spraken o.a. oud-burgemeester Ed van Thijn en schrijver Kader Abdolah.

## Eerdere branden in het complex
Er heeft verscheidene keren eerder brand plaatsgevonden in het cellencomplex.

### 2002
Op 30 november 2002 werd het complex ook al getroffen door een brand. Toen was het gebouw nog niet geheel voltooid en nog niet in gebruik genomen. Bij de brand in 2002 gingen 25 cellen verloren en moesten 25 andere cellen opnieuw worden gebouwd.

### 2003
Op 12 december 2003 stak een Italiaanse gedetineerde de wand van zijn cel aan in het complex. Hij moest met lichte verwondingen worden overgebracht naar het ziekenhuis. Er vielen verder geen gewonden.

## Politieke gevolgen
Naar aanleiding van de brand werd in de Tweede Kamer een spoeddebat aangevraagd. Minister Verdonk stelde dat er "adequaat" gehandeld was door de betrokken instanties, maar minister Donner verklaarde dat er mogelijk fouten zijn gemaakt. Een onafhankelijk onderzoek concludeerde dat er geen of minder dodelijke slachtoffers zouden zijn gevallen als het bouwbesluit niet was genegeerd.
De stichting Een Royaal Gebaar vond de brand 'een logisch gevolg' van het beleid van de ministers Donner en Verdonk. De stichting achtte de ministers schuldig aan dood door nalatigheid, het toebrengen van ernstig lichamelijk letsel en het onderwerpen van personen aan wrede en onmenselijke behandeling. Via internet verzamelde de stichting circa twintigduizend handtekeningen. Zij diende in december 2005 een aanklacht in wegens dood door schuld tegen Donner en Verdonk.
Ofschoon de ministers Donner en Dekker niet persoonlijk verantwoordelijk waren voor de Schipholbrand, waren zij wel politiek verantwoordelijk voor het falen van de overheidsinstanties. Daarom traden zij op 21 september 2006 af. Het nemen van deze politieke verantwoordelijkheid getuigde volgens politici, zowel binnen als buiten het kabinet, van respect.
Ook burgemeester Fons Hertog van de gemeente Haarlemmermeer diende zijn ontslag in.

Minister Verdonk trad niet af, omdat zij niet politiek verantwoordelijk was voor detentie (een taak van Justitie) of de staat van het cellencomplex (Volkshuisvesting).

## Strafrechtelijke vervolging
De marechaussee arresteerde op 7 november 2005 in het Brandwondencentrum Beverwijk de toen 25-jarige Libiër Ahmed Isa Al-Jabali, die later veroordeeld werd voor de brandstichting. De man zou de dag na de brand het land worden uitgezet. Zijn advocaat Eduard Damman verklaarde dat hij de brand niet opzettelijk had gesticht. Op 15 juni 2007 werd hij desondanks wegens opzettelijke brandstichting tot 3 jaar celstraf veroordeeld. Het Nederlandse ingenieursbureau DGMR voerde in opdracht van justitie een onderzoek uit, waarvan de conclusie was dat dat de brand waarschijnlijk was ontstaan door een ongeluk, maar dat opzet niet kon worden uitgesloten. Tijdens deze zaak uitte een branddeskundige, die ingeschakeld was door de advocaat van de Libiër, sterke twijfel over het door DGMR uitgevoerde onderzoek naar het ontstaan van de brand.
Het OM maakte op 4 juli 2007 bekend andere verantwoordelijken niet te zullen vervolgen.
Op 30 oktober 2007 maakte het Hof in Amsterdam bekend dat er op verzoek van de advocaat nieuw onderzoek kwam naar de brand. Ahmed Isa Al-Jabali werd in afwachting van het onderzoek vrijgelaten.
In 2008 veronderstelde de veiligheidsonderzoeker Bas van den Heuvel op grond van met computers bewerkte beelden van de beveiligingscamera's dat de brand niet in cel 11 was ontstaan, maar in de schilruimte, die de cellen overdekt. Op de bewuste videobeelden is zichtbaar dat daar en in de technische ruimte naast cel 11 eerder rook is te zien dan in de cel zelf. Dit zou betekenen dat de man uit Libië slachtoffer was en geen dader, en dat deze ten onrechte tot drie jaar gevangenisstraf was veroordeeld. De vermeende dader werd in hoger beroep nochtans veroordeeld tot 18 maanden cel, omdat hij volgens de rechtbank wel schuldig was aan de brand, maar de doden die als gevolg van de brand ontstonden hem niet konden worden aangerekend. Op 6 november 2010 werd bekend dat de advocaat-generaal van de Hoge Raad adviseerde het proces opnieuw te doen: de opzettelijkheid van de brandstichting was onvoldoende bewezen, er was ten onrechte geput uit materiaal van de Onderzoeksraad van de Veiligheid en de verwerping van een verzoek om een deskundige te horen over de geringe kans op brand door een weggeworpen sigaret, was onvoldoende gemotiveerd.
Op 1 maart 2013 wees het gerechtshof 's-Gravenhage arrest in de door de Hoge Raad verwezen zaak en sprak de verdachte Libiër vrij van opzettelijke brandstichting en brand door schuld.

### Schadevergoedingen
De veertig overlevenden van de brand kregen in 2007 elk 1750 euro schadevergoeding. Na onderhandelingen tussen de advocaten werd eind oktober 2008 besloten dat de overheid zestien overlevenden een schadevergoeding van 10.000 euro moest betalen, vanwege zwaar psychisch letsel dat de slachtoffers aan de brand hebben overgehouden.
Inmiddels was in 2006 aan een aantal getraumatiseerde overlevenden van de ramp op humanitaire gronden alsnog een verblijfsvergunning toegekend. Hiervoor was vrij kort na de ramp al van diverse kanten voor gepleit, onder meer door voormalig minister van Binnenlandse Zaken Ed van Thijn en de Tilburgse hoogleraar vreemdelingenrecht Anton van Kalmthout. Een soortgelijk ad-hoc-generaal pardon voor illegalen werd eerder ook van kracht na de Bijlmerramp in 1992, toen Van Thijn burgemeester van Amsterdam was.

## Nazorg
Drie jaar na de ramp, op 25 oktober 2008, besteedde Trouw in een groot artikel aandacht aan de herdenking van de ramp en de verwerking ervan door de overlevenden. Verslaggever Bart Zuidervaart zocht de overlevenden op, die op diverse plaatsen in Nederland danig getraumatiseerd aan hun toekomst werkten en polste hoe het zat met de nazorg: "Waar de een slaagt, verzuipt de ander. Een verhaal over schuldgevoelens, nieuwe kansen en het verlangen naar thuis." Het relaas van de meeste overlevenden is doorspekt met weinig bemoedigende ontboezemingen over een zieltogend bestaan, dat in meerdere gevallen sterk gekleurd wordt door verwijzingen naar een problematiek met drank en medicijnen, die in verband wordt gebracht met de ramp en hun slachtofferschap.

## Sloop
Het cellencomplex is nadien buiten gebruik genomen en later gesloopt. Een nieuwe migrantengevangenis werd begin 2013 opgeleverd te Schiphol Noordwest.